# Pentecostalismo en Chile

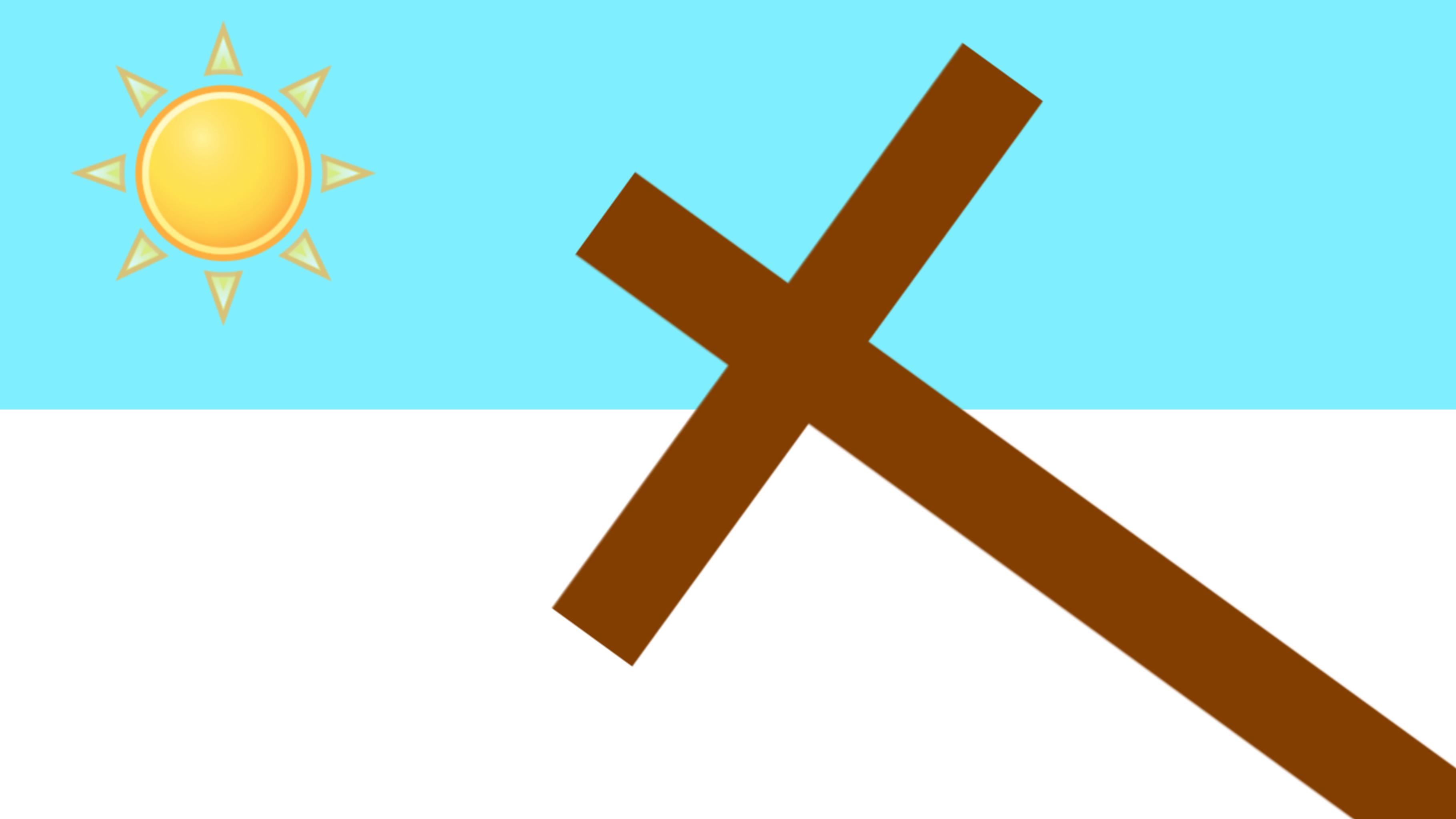
Bandera del movimiento metodista pentecostal de Chile, asociado principalmente con la iglesia IMPCH.

El pentecostalismo o movimiento pentecostal en Chile comenzó en Valparaíso el 12 de septiembre de 1909 debido a un avivamiento en la Iglesia liderada por el pastor metodista Willis Hoover Kurt. Es integrado por iglesias de diversas denominaciones, que comparten características rituales similares, propias del pentecostalismo.
Hasta 1925, antes de la separación entre Iglesia y Estado, los miembros de estas iglesias fueron sometidos a persecuciones. Según el censo de 2002, en Chile el 15 % de la población se declara evangélico o evangélica.
En 2009, para el centenario del «avivamiento pentecostal», la Cámara de Diputados entregó un reconocimiento a este movimiento por su labor religiosa.
Los pentecostales en Chile predican en las calles, a veces acompañados de cantos y acompañamiento musical.

## Historia

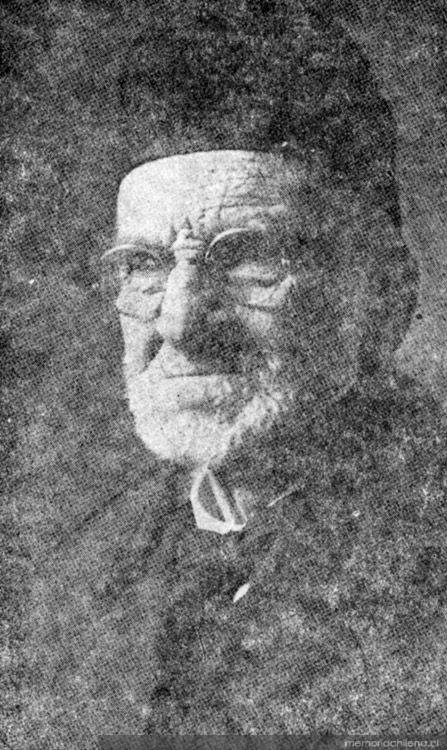
Willis C. Hoover K

Sus orígenes se remontan a la llegada del pastor estadounidense Willis Hoover Kurt como misionero de la Iglesia Metodista Episcopal en Iquique. En 1902 Hoover Kurt fue trasladado a Valparaíso. Entre 1905 y 1906, ocurrieron dos grandes tragedias en Valparaíso: una epidemia de viruela, seguida de un terremoto que destruyó la iglesia pastoreada por Hoover. El 12 de septiembre de 1909 se produjo un avivamiento en la congregación. Entonces aumentó considerablemente el número de predicadores, pese a que los pregones en los espacios públicos estaban prohibidos en el país puesto que el catolicismo era la religión oficial del Estado.
El testimonio de esta Iglesia llegó rápidamente a Santiago, donde produjo el rechazo de muchos líderes de la Iglesia Metodista Episcopal, por lo que se investigó y se acusó a Hoover de «enseñanza y diseminación de doctrinas falsas y antimetodistas, pública y privadamente». Por este motivo, Hoover renunció a la Iglesia en 1910, junto a la iglesia en Valparaíso y dos congregaciones de Santiago que lo siguieron, de los que fue posteriormente su líder. La iglesia que fundaron pasó a llamarse Iglesia metodista pentecostal de Chile. Sin embargo, en 1932 se desencadenó un conflicto legal que enfrentó al pastor Hoover con el pastor Manuel Umaña, de la Iglesia de Santiago (actual Catedral Evangélica de Chile), que terminó con la separación de la Iglesia. El pastor Umaña se convirtió en líder de la Iglesia Metodista Pentecostal, mientras que Hoover creó la Iglesia evangélica pentecostal que obtuvo su personalidad jurídica en 1940.
Mientras que en la zona central el avivamiento fue principalmente en las iglesias metodistas episcopales en Valparaiso y Santiago, hubo avivamientos en otras ciudades como en el Gran Concepción bajo la Iglesia Presbiteriana, y en el Sur de Chile bajo la Alianza Cristiana y Misionera,  en esta última hubo un rechazo similar al de la iglesia metodista hacia el avivamiento, provocandose el origen de nuevas iglesias aliancistas pero pentecostales, la más antigua llamada Iglesia Misión del Señor (1911-1913). Por otra parte, durante el siglo xx, surgieron determinadas escisiones dentro del pentecostalismo chileno, derivadas de reinterpretaciones de la Biblia como texto sagrado, la influencia de nuevos liderazgos religiosos de otras denominaciones y cambios en el estilo de vida. Estas circunstancias llevaron a la conversión de algunos fieles a otras confesiones cristianas, destacando el caso de los menonitas en Chile a fines del siglo xx, quienes abogando por la vida sencilla y el pacifismo cristiano, en su mayoría provenían de un trasfondo personal y familiar pentecostal.

## Organización
En 1991 se creó un ente que agrupa a estas iglesias con otras iglesias evangélicas, denominado Coordinadora Evangélica, que tenía como tarea discutir y promover la Ley de Culto chilena. También se creó el Comité de Organizaciones Evangélicas y los consejos de pastores. Estas organizaciones representan al mundo evangélico ante las autoridades políticas. 
Finalmente en el año 2019, el Obispo Bernardo Cartes Venegas de la Iglesia Metodista pentecostal de Chile, crea la UNIPECH (Unión de Iglesias Pentecostales de Chile), con el fin de estrechar lazos con las Iglesias Pentecostales más representativas del País, y celebrar juntos los 110 años de pentecostalismo en Chile. Las Iglesias miembros de este comité son:[cita requerida]
- Iglesia Metodista Pentecostal de Chile
- Corporación Metodista Pentecostal
- Iglesia Pentecostal de Chile
- Iglesia unida metodista pentecostal, creada en 1964 (separada de la Iglesia Metodista Pentecostal de Chile)
- Iglesia de Dios Pentecostal

### Denominaciones

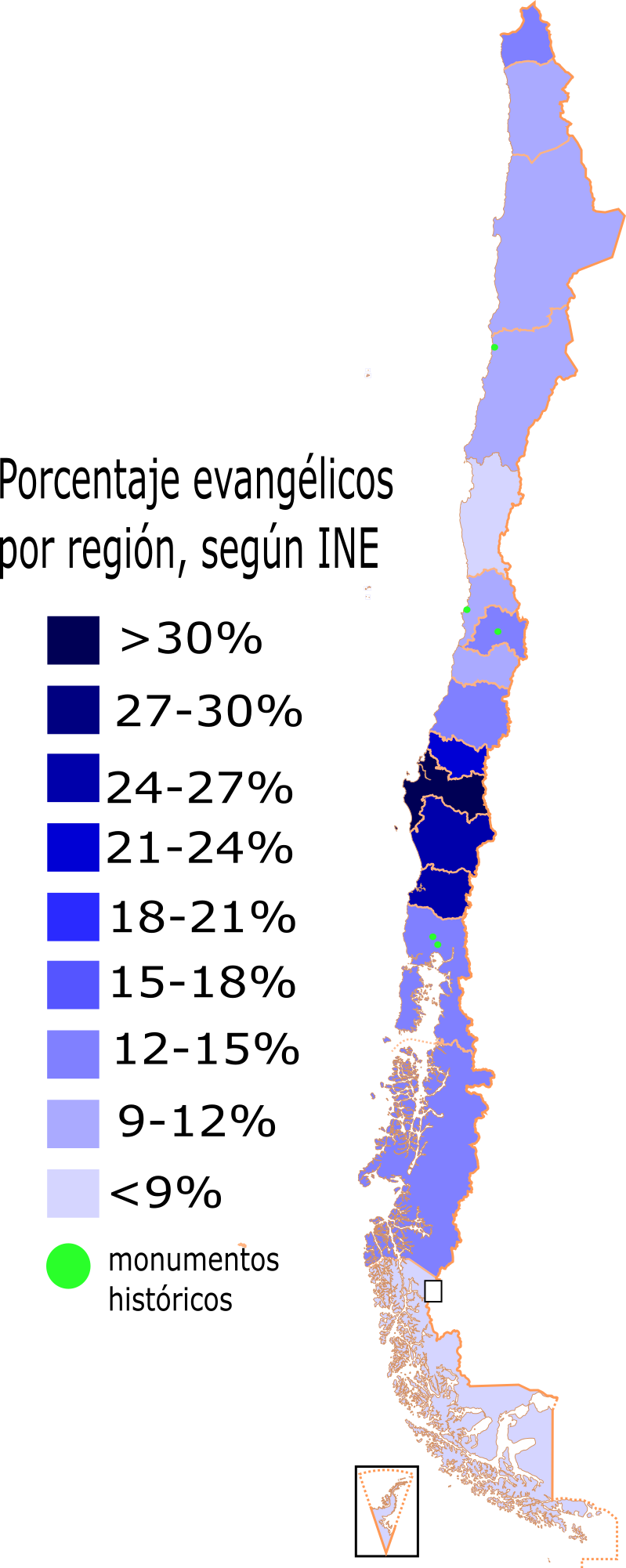
Porcentaje de población evangélica en Chile por región, según el censo de 2002

Las principales iglesias nacidas de los avivamientos en la iglesia Metodista Episcopal de Santiago y Valparaiso:
- Iglesia Metodista Pentecostal de Chile, creada en 1909 y dividida en 2007 en:
  - Iglesia metodista pentecostal de Chile (derecho público) (“Iglesia madre”)
  - Corporación Iglesia Metodista Pentecostal de Chile (derecho privado)
  - Primera Iglesia Metodista Pentecostal o Catedral Evangélica de Chile
- Iglesia wesleyana nacional, creada en 1928
- Iglesia evangélica pentecostal, creada en 1932. (Obteniendo Personalidad jurídica en 1940)
- Iglesia Ejército Evangélico de Chile, creada en 1933
- Iglesia pentecostal apostólica, creada en 1938
- Iglesia Pentecostal de Chile, creada en 1942
- Iglesia evangélica unión pentecostal, creada en 1949
- Misión iglesia pentecostal, creada en 1952
- Iglesia de Dios pentecostal, creada en 1953
- Iglesia pentecostal reformada
- Iglesia unida metodista pentecostal, creada en 1964
- Iglesia Cristiana Metodista Pentecostal, creada en 1971
- Iglesia Cristiana Pentecostal de Chile (ICP Chile)

Las principales iglesias nacidas de los avivamientos en la iglesia Alianza Cristiana y Misionera en el sur de Chile:
- Misión de la iglesia del señor, creada en 1911 y dividida en 1960 en:
  - Corporación Iglesia del Señor, actualmente Iglesia del Señor
  - Primera Iglesia del Señor (antigua «Primera iglesia del Señor, la cual ganó Jesús con su sangre»); creada en 1921
- Corporación Iglesia del Señor La Cual Gano por su Sangre (Misión Fundada en 1935 y Obtiene Personería Jurídica en 1952)
- Corporación Iglesia Evangélica unión Cristiana (IEUC); creada en 1966 [13]
  - Ministerio Evangelístico y Misionero Cristo viene ya, creada en 1998
  - Iglesia Cristiana Evangélica Pentecostal (ICEP), creada en 2016
- Iglesia evangélica Aliancista Cristiana Nacional; creada en 1966

#### iglesias
| Nombre                                                                       | Número de congregaciones | Membresía | Países | Organización              | Organización Mundial                      |
| ---------------------------------------------------------------------------- | ------------------------ | --------- | ------ | ------------------------- | ----------------------------------------- |
| Iglesia Metodista Pentecostal de Chile (IMPCH)                               | 365                      | 450,000   | 7      | UNIPECH, UNE chile        |                                           |
| Iglesia Evangélica Pentecostal (IEP)                                         | 477                      |           | 20     |                           |                                           |
| Corporación Iglesia Metodista Pentecostal de Chile (IMP)                     | 175                      |           | 4      | UNIPECH, UNE chile, PLENA |                                           |
| Primera Iglesia Metodista Pentecostal (PRIMP) o Catedral Evangélica de Chile | 82                       | 150,000   |        | PLENA                     | International Pentecostal Holiness Church |
| Iglesia Pentecostal de Chile                                                 | 340                      | 125,000   | 1      | UNIPECH                   | CMI                                       |
| Iglesia Unida Metodista Pentecostal                                          | 295                      |           |        | UNIPECH                   |                                           |
| Corporación Iglesia de Dios Pentecostal (IDDP)                               | 85                       |           | 6      |                           |                                           |
| Iglesia wesleyana nacional                                                   | 83                       |           |        |                           |                                           |
| Iglesia Pentecostal Apostólica (IPA)                                         | 93                       |           | 5      | UNE chile, PLENA          |                                           |
| Misión Iglesia Pentecostal                                                   | 19                       | 9,000     | 1      | CCI                       | CMI                                       |
| Iglesia Pentecostal Reformada                                                |                          |           |        | UNE chile                 |                                           |
| Iglesia Cristiana Metodista Pentecostal (ICMP)                               | 53                       |           | 1      |                           |                                           |
| Iglesia Cristiana Pentecostal de Chile (ICP)                                 |                          |           |        |                           |                                           |
| Misión de la Iglesia del Señor                                               | 107                      |           | 2      |                           |                                           |
| Corporación Iglesia Evangélica unión Cristiana (IEUC)                        | 157                      |           | 6      |                           |                                           |
| Iglesia Evangélica Aliancista Cristiana Nacional                             | 28                       |           | 2      |                           |                                           |
| Iglesia Cristiana Evangélica Pentecostal (ICEP)                              | 23                       | 1,000     | 4      |                           |                                           |
| Ministerio Evangelístico y Misionero Cristo viene ya                         | 26                       |           | 1      |                           |                                           |
| Iglesia de Misiones Pentecostales Libres de Chile                            | 45                       | 13,600    | 1      | CCI                       | CMI                                       |

## Controversias

### Rechazo a LGBTI
La iglesia evangélica en Chile ha sido criticada en múltiples ocasiones por su corriente conservadora y homofóbica. Distintas han sido las manifestaciones que han realizado en contra de la homosexualidad y las uniones civiles. En julio de 2011, el obispo evangélico de la Catedral Evangélica de Chile Eduardo Durán se dirigió al Gobierno de Sebastián Piñera para que no aprobara la unión civil, considerándola «una sodomía consensuada y una amenaza» contra la familia que abriría el paso a «otras aberraciones sexuales». Estas declaraciones fueron duramente criticadas por el Movimiento de Integración y Liberación Homosexual (Movilh). Ese mismo año, en septiembre de 2011, otro obispo evangélico, Hedito Espinoza, se refirió a las minorías sexuales como «personas enfermas», y que el acuerdo de vida en pareja sería un primer paso para permitir luego la pedofilia, el incesto y la zoofilia. Estos comentarios fueron criticados por el senador de la DC Patricio Walker y por el presidente de la UDI Juan Antonio Coloma Correa, quien es considerado de por sí un político homofóbico.
En 2011 se pronunciaron también en contra de la Ley Antidiscriminación que se está analizando en Chile, postura que fue mantenida luego de una reunión de los pastores el 31 de marzo de 2012, cuatro días después de la muerte de Daniel Zamudio, joven homosexual asesinado por una pandilla de neonazis.
El 16 de noviembre de 2012, Lino Hormaechea, obispo evangélico y presidente de la Unidad Pastoral de Valparaíso, criticó la elección de la transgénero Zuliana Araya como concejala de la comuna, estableciendo que «no tiene la calidad moral para estar en ese lugar» y que los «homosexuales o lesbianas son desviaciones y sentimientos equivocados».
Las declaraciones homofóbicas de diversos pastores se han sucedido continuamente desde entonces.

### Embarazo no deseado
También en marzo de 2012, los evangélicos se mostraron contrarios a cualquier proyecto de ley que se refiera al aborto terapéutico.

### Acusaciones de pedofilia
En 2012, el obispo Nabucodonosor Saavedra Arancibia se radicó en la ciudad argentina de Mendoza. En esa ciudad conoció y entabló amistad con José Quintul Ojeda, pastor de la Iglesia evangélica pentecostal, quien se convirtió en su principal protector. Según consta en el expediente, Saavedra ha abusado sistemáticamente de varios adolescentes, aprovechándose de la protección y amistad que goza al interior de la Iglesia, donde él es uno de los principales financistas.